# Corporación Peruana de Aeropuertos y Aviación Comercial
La Corporación Peruana de Aeropuertos y Aviación Comercial Sociedad Anónima (abreviado como Corpac S. A.) es uno de los centros operativos perteneciente al Gobierno del Perú en la cual administra varios aeropuertos del Perú. Fue creado por el Decreto Legislativo n.º 99 (Ley de CORPAC S.A) en junio de 1943.
Corpac es también el organismo responsable de la seguridad aérea en el Perú. Actualmente cuenta con un nuevo centro de control de operaciones aéreas nacional, ubicado al lado sur del Aeropuerto Internacional Jorge Chávez. Este centro controla el 95% del tráfico aéreo en el Perú a través de un Sistema de Vigilancia Dependiente Automática u ocho radares secundarios en diferentes puntos del país.
Corpac opera una red de 15 terminales aéreos peruano ubicados en Andahuaylas, Atalaya, Chimbote, Cusco, Huanuco, Ilo, Jaén, Jauja, Juanjui, Mazamari, Puerto Esperanza, Rioja, Tingo María, Tocache y Yurimaguas.
En 2024, el ministro de Transportes, Raúl Pérez-Reyes, anunció la reestructuración de la empresa y todas sus gerencias, luego que un cortocircuito al principal aeropuerto de Lima afecta a varios vuelos nacionales e internacionales.

## Aeropuertos operados
Los siguientes aeropuertos son operados por CORPAC S.A.
| Ciudad           | Aeropuerto operado                                | |
| ---------------- | ------------------------------------------------- | --- |
| Andahuaylas      | Aeropuerto de Andahuaylas                         | Jaén Juanjuí Andahuaylas Cuzco Chimbote Huánuco Jauja Atalaya Ilo Mazamari Puerto Esperanza Rioja Tingo María Tocache Yurimaguas |
| Atalaya          | Aeródromo Tnte. Gral. Gerardo Pérez Pinedo        | Jaén Juanjuí Andahuaylas Cuzco Chimbote Huánuco Jauja Atalaya Ilo Mazamari Puerto Esperanza Rioja Tingo María Tocache Yurimaguas |
| Chimbote         | Aeropuerto Teniente FAP Jaime Montreuil Morales   | Jaén Juanjuí Andahuaylas Cuzco Chimbote Huánuco Jauja Atalaya Ilo Mazamari Puerto Esperanza Rioja Tingo María Tocache Yurimaguas |
| Cuzco            | Aeropuerto Internacional Alejandro Velasco Astete | Jaén Juanjuí Andahuaylas Cuzco Chimbote Huánuco Jauja Atalaya Ilo Mazamari Puerto Esperanza Rioja Tingo María Tocache Yurimaguas |
| Huánuco          | Aeropuerto Alf. FAP David Figueroa Fernandini     | Jaén Juanjuí Andahuaylas Cuzco Chimbote Huánuco Jauja Atalaya Ilo Mazamari Puerto Esperanza Rioja Tingo María Tocache Yurimaguas |
| Ilo              | Aeropuerto de Ilo                                 | Jaén Juanjuí Andahuaylas Cuzco Chimbote Huánuco Jauja Atalaya Ilo Mazamari Puerto Esperanza Rioja Tingo María Tocache Yurimaguas |
| Jaén             | Aeropuerto de Jaén                                | Jaén Juanjuí Andahuaylas Cuzco Chimbote Huánuco Jauja Atalaya Ilo Mazamari Puerto Esperanza Rioja Tingo María Tocache Yurimaguas |
| Jauja            | Aeropuerto Francisco Carlé                        | Jaén Juanjuí Andahuaylas Cuzco Chimbote Huánuco Jauja Atalaya Ilo Mazamari Puerto Esperanza Rioja Tingo María Tocache Yurimaguas |
| Juanjuí          | Aeropuerto de Juanjuí                             | Jaén Juanjuí Andahuaylas Cuzco Chimbote Huánuco Jauja Atalaya Ilo Mazamari Puerto Esperanza Rioja Tingo María Tocache Yurimaguas |
| Mazamari         | Aeropuerto Mayor Nancy Flores Páucar              | Jaén Juanjuí Andahuaylas Cuzco Chimbote Huánuco Jauja Atalaya Ilo Mazamari Puerto Esperanza Rioja Tingo María Tocache Yurimaguas |
| Puerto Esperanza | Aeródromo de Puerto Esperanza                     | Jaén Juanjuí Andahuaylas Cuzco Chimbote Huánuco Jauja Atalaya Ilo Mazamari Puerto Esperanza Rioja Tingo María Tocache Yurimaguas |
| Rioja            | Aeródromo Juan Simons Vela                        | Jaén Juanjuí Andahuaylas Cuzco Chimbote Huánuco Jauja Atalaya Ilo Mazamari Puerto Esperanza Rioja Tingo María Tocache Yurimaguas |
| Tingo María      | Aeropuerto de Tingo María                         | Jaén Juanjuí Andahuaylas Cuzco Chimbote Huánuco Jauja Atalaya Ilo Mazamari Puerto Esperanza Rioja Tingo María Tocache Yurimaguas |
| Tocache          | Aeródromo de Tocache                              | Jaén Juanjuí Andahuaylas Cuzco Chimbote Huánuco Jauja Atalaya Ilo Mazamari Puerto Esperanza Rioja Tingo María Tocache Yurimaguas |
| Yurimaguas       | Aeropuerto Moisés Benzaquen Rengifo               | Jaén Juanjuí Andahuaylas Cuzco Chimbote Huánuco Jauja Atalaya Ilo Mazamari Puerto Esperanza Rioja Tingo María Tocache Yurimaguas |